# Разветьевская волость
Разве́тьевская во́лость — упразднённая административно-территориальная единица, существовавшая в составе Дмитровского уезда Орловской губернии.
Административным центром было село Разветье.

## География
Располагалась на юге уезда. Относилась ко 2-му мировому участку уезда. Граничила с Веретенинской и Долбенкинской волостями, а также с Дмитриевским уездом Курской губернии.

## История
Образована в ходе крестьянской реформы 1861 года. В 1864 году в волости было 6 сельских обществ, проживало 1122 человека (1058 крестьянина и 64 дворовых). В 1866 году в волости оставалось 1049 временнообязанных крестьян. Упразднена до 1877 года путём присоединения к Веретенинской волости.

## Населённые пункты
В состав волости входило 2 населённых пункта:
| № | Населённый пункт | Тип населённого пункта |
| - | ---------------- | ---------------------- |
| 1 | Разветье         | село, администр. центр |
| 2 | Ажово            | село                   |